# Tandem (приложение)
Tandem — мобильное приложение для языкового обмена на платформах iOS и Android, объединяющее носителей языка в пары для совместного изучения языков. Пользователи могут общаться друг с другом при помощи текстовых сообщений, аудио и видео. В апреле 2020 в приложении было доступно 160 разных языков, включая 12 жестовых языков.

## История
Tripod Technology GmbH был основан в 2014 году в Ганновере Арндом Ашентрупом (Arnd Aschentrup), Тобиасом Дикмайсом (Tobias Dickmeis) и Матиасом Клейманом (Matthias Kleimann). На данный момент штаб-квартира проекта находится в Берлине. Компания запустила мобильное приложение Tandem для iOS в 2015 году и приложение для Android в 2016 году. До запуска Tandem, Ашентруп, Дикмайс и Клейман вместе занимались проектом Vive, закрытым сообществом для мобильных видео-чатов.
В 2015 году Tandem получил инвестиции в размере €600,000 от нескольких инвесторов, в числе которых были Atlantic Labs (Christophe Maire), Hannover Beteiligungsfonds, Marcus Englert (Chairman Rocket Internet), Catagonia, Ludwig zu Salm, Florian Langenscheidt, Heiko Hubertz, Martin Sinner и Zehden Enterprises. В 2016 году проект получил дополнительное финансирование в размере €2,000,000 от новых инвесторов, Rubylight и Faber Ventures, а также действующих инвесторов Hannover Beteiligungsfonds, Atlantic Labs, и Zehden Enterprises.
В 2018 году Tandem представил Tandem Pro, платную подписку с доступом ко всем функциям приложения.

## Концепция
Приложение Tandem и его название происходят от метода изучения языка в формате языкового обмена, который также называется изучение языка в тандеме. В процессе языкового обмена, или тандема, каждый из собеседников является носителем языка, который его напарник хочет изучать. Приложение Tandem было разработано при поддержке организации Tandem Fundazioa, разработавшей метод изучения языка в тандеме.

## Функции
В процессе регистрации в Tandem пользователи заполняют анкету и отправляют её на рассмотрение. Каждая заявка рассматривается в индивидуальном порядке согласно политике модерации Tandem.
После одобрения заявки пользователи видят список потенциальных тандем-партнеров, носителей языка, который они изучают. Пользователи могут общаться при помощи стандартных сообщений в чате, аудио сообщений, а также аудио и видео звонков. Список собеседников можно отфильтровать по местоположению, возрасту и полу.

## Признание
В 2015 году Tandem был назван «Лучшим приложением 2015 года» по версии Apple. В 2017 году Tandem попал в список «Лучшие приложения 2017 года» по версии Google Play.

### Награды
В 2018 году Tandem получил награду от немецкой инициативы Deutschland — Land der Ideen в проекте «Ausgezeichnete Orte im Land der Ideen». Эта инициатива выбирает лучшие идеи и проекты, поддерживающие культурный обмен между странами.

### Критика
Tandem критиковали за модерацию анкет новых пользователей с задержкой, без мгновенного одобрения. В некоторых странах есть лист ожидания, пользователи ждут одобрения заявки модераторами до 7 дней и больше.

## Доступные языки для изучения
В приложении представлено более 160 языков для изучения, что потенциально составляет 11,000 языковых комбинаций.